# Thecla amatista
Thecla amatista är en fjärilsart som beskrevs av Paul Dognin 1895. Thecla amatista ingår i släktet Thecla och familjen juvelvingar. Inga underarter finns listade i Catalogue of Life.